# Geir Digerud
Geir Digerud (Oslo, 19 mei 1956) is een voormalig Noors wielrenner. Hij nam deel aan de Olympische Zomerspelen 1976 en werd daar met het Noorse team 8e op het onderdeel ploegentijdrit. Daarnaast nam hij deel aan de Olympische wegwedstrijd. In 1980 won hij het eindklassement van de Ronde van Oostenrijk. Tussen 1977 en 1979 was hij driemaal Noors kampioen wielrennen. Ook in het tijdrijden veroverde hij enkele titels. Zijn vader Per Digerud was eveneens wielrenner.

## Overwinningen
1976
- Roserittet

1977
- Noors kampioenschap wielrennen op de weg, elite

1978
- Noors kampioenschap wielrennen op de weg, elite

1979
- Noors kampioenschap wielrennen op de weg, elite

1980
- Ronde van Oostenrijk

## Resultaten in voornaamste wedstrijden
| Jaar | Ronde van Italië | Ronde van Frankrijk | Ronde van Spanje |
| ---- | ---------------- | ------------------- | ---------------- |
| 1981 |                  |                     |                  |
| 1982 | opgave           |                     |                  |

| Jaar | Ronde van Lombardije |
| ---- | -------------------- |
| 1981 | 12e                  |
| 1982 |                      |